# Station Rotherham Central
Rotherham Central is een spoorwegstation van National Rail in Rotherham in Engeland. Het station is eigendom van Network Rail en wordt beheerd door Northern Rail. 